# Tiger Woods PGA Tour 06
Tiger Woods PGA Tour 06 är ett golfvideospel i PGA Tour-serien som är tillgänglig för GameCube, Microsoft Windows, PlayStation 2, Xbox, PlayStation Portable, Xbox 360 och Mobile.